# Mesocyanophrys
Mesocyanophrys là một chi bướm ngày thuộc họ Lycaenidae.